# Gelbbauchunken-Habitate nördlich Ascholtshausen
Gelbbauchunken-Habitate nördlich Ascholtshausen este o arie protejată (arie specială de conservare — SAC, sit de importanță comunitară — SCI) din Germania întinsă pe o suprafață de 16,06 ha, integral pe uscat.

## Localizare
Centrul sitului Gelbbauchunken-Habitate nördlich Ascholtshausen este situat la coordonatele 48°47′30″N 12°11′23″E / 48.7917°N 12.1897°E.

## Înființare
Situl Gelbbauchunken-Habitate nördlich Ascholtshausen a fost declarat sit de importanță comunitară în noiembrie 2004 pentru a proteja 1 specie de plante și 1 specie de animale. Situl a fost protejat și ca arie specială de conservare în aprilie 2016.

## Biodiversitate
Situată în ecoregiunea continentală, aria protejată nu include niciun habitat protejat.
La baza desemnării sitului se află mai multe specii protejate:
- plante (1): papucul doamnei (Cypripedium calceolus)
- amfibieni (1): izvoraș-cu-burta-galbenă (Bombina variegata)